# Throscodectes xiphos
Throscodectes xiphos é uma espécie de insecto da família Tettigoniidae.
É endémica da Austrália.